# Zack Comic Box
Zack Comic Box ist eine von 1972 bis 1981 erschienene Albenreihe mit vornehmlich frankobelgischen Comics. Der Titel wurde 1976 auf Zack Box verkürzt.
Für den Zeitschriftenhandel veröffentlichte Koralle insgesamt 43 Ausgaben, in denen die Abenteuerserien Michel Vaillant, Umpah-Pah, Lucky Luke, Leutnant Blueberry, Andy Morgan, Raumschiff Enterprise, Dan Cooper, Comanche, Luc Orient, Bruno Brazil, Mick Tangy, Sven Janssen, Häuptling Feuerauge, Caine, Capitan Terror, Cubitus, Mondbasis Alpha 1, Gentlemen GmbH, Der rote Pirat, David Walker und Tony Stark abgedruckt wurden.
Zwischen 2000 und 2001 kehrte Salleck kurzzeitig zu dieser Tradition zurück und gab ein Album als Zack Comic Box 44 bzw. als Zack Box 45 heraus.

## Alben
| Nr. | Titel                                                                               | Originalband                                   |
| --- | ----------------------------------------------------------------------------------- | ---------------------------------------------- |
| 1   | Öl auf der Piste                                                                    | Michel Vaillant 18                             |
| 2   | Die tapfere Rothaut                                                                 | Umpah-Pah 1–2                                  |
| 3   | Dicke Luft in Dalton City                                                           | Lucky Luke 34                                  |
| 4   | Der Mann mit dem Silberstern                                                        | Leutnant Blueberry 6                           |
| 5   | Lucky Luke und der Kopfgeldjäger                                                    | Lucky Luke 39                                  |
| 6   | Durch die Flammenhölle von Caranoa                                                  | Andy Morgan 7                                  |
| 7   | Lucky Luke und der Großfürst                                                        | Lucky Luke 40                                  |
| 8   | Der Staat der mörderischen Pflanzen Der Planet der Verwandlung                      | Enterprise                                     |
| 9   | Die Männer mit den goldenen Flügeln Die Wölfe von Wyoming Der Krater des Verderbens | Dan Cooper 15 Comanche 3 Luc Orient 7          |
| 10  | In geheimer Mission                                                                 | Umpah-Pah 3–4                                  |
| 11  | Die teuflischen Augen                                                               | Bruno Brazil 3                                 |
| 12  | Anschlag auf die Mirage III C                                                       | Mick Tangy 4                                   |
| 13  | Planeten auf Todeskurs Das Zepter der Sonne                                         | Enterprise                                     |
| 14  | Invasion der Ungeheuer Teufel der Piste Jagd durch drei Kontinente                  | Luc Orient 11 Michel Vaillant 7 Sven Janssen 3 |
| 15  | Häuptling Feuerauge                                                                 | Häuptling Feuerauge                            |
| 16  | 23.000 Kilometer durch die Hölle                                                    | Michel Vaillant 22                             |
| 17  | Die 30000-Volt-Falle                                                                | Mick Tangy 3                                   |
| 18  | Phantom 3 antwortet nicht                                                           | Dan Cooper 10                                  |
| 19  | Pest an Bord                                                                        | Andy Morgan 10                                 |
| 20  | Töte, um zu leben                                                                   | Caine                                          |
| 21  | Das Geheimnis der fremden Planeten                                                  | Enterprise                                     |
| 22  | Stadt der letzten Hoffnung                                                          | Enterprise                                     |
| 23  | Der Teufel lauert vor Tortuga                                                       | Capitan Terror                                 |
| 24  | Das Phantom von Le Mans                                                             | Michel Vaillant 17                             |
| 25  | FX 18 antwortet nicht                                                               | Dan Cooper 18                                  |
| 26  | Gnadenloser Test                                                                    | Michel Vaillant 21                             |
| 27  | Mission Grüne Hölle                                                                 | Mick Tangy 8                                   |
| 28  | Jagd auf Mach 1                                                                     | Michel Vaillant 14                             |
| 29  | SOS im Eismeer                                                                      | Dan Cooper 17                                  |
| 30  | Gags à la Carte                                                                     | Cubitus                                        |
| 31  | Invasion der Roboter                                                                | Mondbasis Alpha 1                              |
| 32  | Planet der Riesen-Ameisen                                                           | Mondbasis Alpha 1                              |
| 33  | In geheimer Mission                                                                 | Umpah-Pah 3–4                                  |
| 34  | Scotland Yard jagt die Gentlemen                                                    | Gentlemen GmbH 1                               |
| 35  | Abschied von der Mirage                                                             | Mick Tangy 19                                  |
| 36  | Die Gefangene des Sultans                                                           | Der rote Pirat 18                              |
| 37  | Die Wüstenpiraten                                                                   | David Walker 2                                 |
| 38  | Der Millionen-Puma                                                                  | Tony Stark 4                                   |
| 39  | Die Nacht der Adler                                                                 | David Walker 1                                 |
| 40  | Der letzte Kampf der Apachen                                                        | Leutnant Blueberry 19                          |
| 41  | Die tapfere Rothaut                                                                 | Umpah-Pah 1–2                                  |
| 42  | In geheimer Mission                                                                 | Umpah-Pah 3–4                                  |
| 43  | Die Insel der verschwundenen Schiffe                                                | Der rote Pirat 19                              |
| 44  | Die Geisterflugzeuge                                                                | Dan Cooper 38                                  |
| 45  | Reise in die Hölle                                                                  | Luc Orient 18                                  |